# Virna Lisi
Virna Lisi (8 tháng 11 năm 1936 – 18 tháng 12 năm 2014) là một diễn viên người Ý (sinh ra tại Ancona). Bà từng đoạt giải César và giải tại Liên hoan Phim Cannes về Nữ diễn viên xuất sắc nhất.

## Danh mục phim tạiAncona)

### Phim chọn lọc
| - The Steel Rope (1953) - And Naples Sings (1953) - Eighteen Year Olds (1955) - The Bachelor (1955, uncredited) - Les Hussards (1955) - The Woman of the Day (1956) - Romolo e Remo (1961) - Eva (1962) - Ladies and Gentlemen (1965) - How to Murder Your Wife (1965) - The Dolls (1965) - Casanova 70 (1965) - Assault on a Queen (1966) - Not with My Wife, You Don't! (1966) | - The 25th Hour (1967 film) (1967) - The Girl and the General (1967) - Arabella (1967) - Anyone Can Play (1968) - The Secret of Santa Vittoria (1969) - The Voyeur (1970) - Zanna Bianca (1973) - Beyond Good and Evil (1977) - Ernesto (1979) - La Cicala (1980) - Time for Loving (1982) - Merry Christmas... Happy New Year (1990) - La Reine Margot (1994) - Follow Your Heart (1996) - The Best Day of My Life (2002) |

### Phim truyền hình
| - Cenerentola (1961) - Il caso Maurizius (1961) - Una tragedia americana (1962) - Christopher Columbus (1985) - Uno di noi (1996) - Deserto di fuoco (1997) - Cristallo di rocca (1999) | - Le ali della vita (2000) - Piccolo mondo antico (2001) - Il bello delle donne (2001) - L'onore e il rispetto (2006) |